# Synagoga Turnergasse w Wiedniu
Synagoga Turnergasse w Wiedniu (niem. Synagoge Turnergasse in Wien) – nieistniejąca synagoga, która znajdowała się w Wiedniu, stolicy Austrii, przy Turnergasse 22.
Synagoga została zbudowana w latach 1871–1872, według projektu architekta Carla Königa. Służyła żydowskiej społeczności zamieszkującej dzielnicę Rudolfsheim-Fünfhaus. Podczas nocy kryształowej z 9 na 10 listopada 1938 roku, bojówki hitlerowskie spaliły synagogę. Obecnie na jej miejscu znajduje się dom mieszkalny.